# Lefortia
Lefortia is een geslacht van uitgestorven zee-egels uit de familie Faujasiidae. Vertegenwoordigers van dit geslacht zijn slechts als fossiel bekend.

## Soorten
- Lefortia trojana Cooke, 1953 †